# Napomyza hermonensis
Napomyza hermonensis är en tvåvingeart som beskrevs av Spencer 1974. Napomyza hermonensis ingår i släktet Napomyza och familjen minerarflugor.
Artens utbredningsområde är Israel. Inga underarter finns listade i Catalogue of Life.